# Relevo sueco
El relevo sueco, también conocido como relevo combinado o relevo medley, es una competición de atletismo en la que participan equipos de cuatro corredores. El primero corre 100 metros, el segundo 200 m, el tercero 300 m y el cuarto 400 m, de modo que la longitud total de la carrera es un kilómetro.
El relevo sueco suele correrse en las competiciones infantiles y juveniles, pero también se ha celebrado en competiciones senior escandinavas.
Los clubes más exitosos históricamente han sido IK Tjalve, IL i BUL e IL Gular.
El récord del mundo no oficial lo ha establecido un equipo formado por cuatro jamaiquinos, Christopher Williams, Usain Bolt , Davian Clarke y Jermaine Gonzales en el DN Galán del 25 de julio de 2006 con 1:46.59.
Los relevos combinados forman parte del programa oficial de las competiciones sub-18, como el Campeonato Mundial de Atletismo Sub-18, el Campeonato Europeo de Atletismo Sub-18, los Juegos Olímpicos de la Juventud o el Festival Olímpico de la Juventud Europea.